# Armen Sarkissian
Armen Vardani Sarkissian (tiếng Armenia: Արմեն Վարդանի Սարգսյան; sinh ngày 23 tháng 6 năm 1953) là một nhà vật lý học, nhà khoa học máy tính và chính khách, đang đóng vai trò tổng thống đương nhiệm của Armenia. Ông là thủ tướng từ 4 tháng 11 năm 1996 đến 20 tháng 3 năm 1997 và là đại xứ cho Armenia ở Luân Đôn từ năm 1998 đến năm 2018. Sarkissian bắt đầu nhiệm kỳ từ ngày 9 tháng 4 năm 2018.
Ông cũng là một người góp công sáng tạo trò chơi Tetris-Wordtris.